# Martín Arzuaga
Martín Enrique Arzuaga, mais conhecido como Martín Arzuaga (Becerril, 23 de julho de 1981) é um futebolista profissional colombiano, que atua na posição de atacante.

## Carreira

### Atlético Junior
Martín Arzuaga se profissionalizou no Atlético Junior em 2000.

## Seleção
Martín Arzuaga integrou a Seleção Colombiana de Futebol na Copa das Confederações de 2003.

## Títulos
Atlético Junior
- Campeonato Colombiano
  - Torneo Finalización: 2004
  - Torneo Apertura: 2010

Uniautónoma
- Torneo Postobon I: 2013